# Distrito de Escuelas Públicas de Cícero No. 99
El Distrito de Escuelas Públicas de Cícero No. 99 (Cicero Public School District 99) es un distrito escolar de Illinois. Tiene su sede en Cícero, en el área metropolitana de Chicago. El consejo de administración de distrito tiene un presidente, un vicepresidente, un secretario, un "Open Meetings Act designee," y cuatro miembros.
Los estudiantes del distrito 99 matriculan al Distrito de J. Sterling Morton High School 201, que gestiona escuelas preparatorias (high schools).

## Escuelas
La escuela secundaria (7-8):
- Unity Junior High School

Las escuelas elementales:
- K-6:
  - Columbus West School
  - Drexel School
  - Goodwin School
  - Lincoln School
  - Wilson School
- 3-6:
  - Theodore Roosevelt School
- 4-6:
  - Cicero East School
  - Columbus East School
- K-5:
  - Burnham School
- K-3:
  - Cicero West School
  - Liberty School
  - McKinley School
  - Sherlock School
  - Centro de Educación Temprana Warren Park (Warren Park School)
  - Woodbine School